# Lijst van voetbalinterlands Anguilla - Saint Vincent en de Grenadines
Deze lijst van voetbalinterlands is een overzicht van alle officiële voetbalwedstrijden tussen de nationale teams van Anguilla en Saint Vincent en de Grenadines. De landen speelden tot op heden drie keer tegen elkaar. De eerste ontmoeting was een kwalificatiewedstrijd voor de Caribbean Cup 2008 op 17 september 2008 in Fort-de-France (Martinique). Het laatste duel, een kwalificatiewedstrijd voor het Wereldkampioenschap voetbal 2026, werd gespeeld in Arnos Vale op 4 juni 2025.

## Wedstrijden
| № | Plaats         | Datum             | Competitie                      | Wedstrijd                          | Uitslag |
| - | -------------- | ----------------- | ------------------------------- | ---------------------------------- | ------- |
| 1 | Fort-de-France | 17 september 2008 | Caribbean Cup 2008 kwalificatie | St. Vincent en de Gren. − Anguilla | 3 − 1   |
| 2 | Saint John's   | 5 september 2014  | Caribbean Cup 2014 kwalificatie | St. Vincent en de Gren. − Anguilla | 2 − 0   |
| 3 | Arnos Vale     | 4 juni 2025       | WK 2026 kwalificatie            | St. Vincent en de Gren. − Anguilla | 6 − 0   |

## Samenvatting
| Competitie                 | Totaal gespeeld | Winst Anguilla | Gelijk | Winst St. Vincent en de Gren. | Doelsaldo Anguilla – St. Vincent en de Gren. |
| -------------------------- | --------------- | -------------- | ------ | ----------------------------- | -------------------------------------------- |
| WK-kwalificatie            | 1               | 0              | 0      | 1                             | 0 − 6                                        |
| Caribbean Cup-kwalificatie | 2               | 0              | 0      | 2                             | 1 − 5                                        |
| Totaal                     | 3               | 0              | 0      | 3                             | 1 − 11                                       |

Wedstrijden bepaald door strafschoppen worden, in lijn met de FIFA, als een gelijkspel gerekend.
AFA · Anguillaans vrouwenelftal
1991 - 1999 · 
2000 – 2009 · 
2010 – 2019 ·
2020 − 2029
Amerikaanse Maagdeneilanden ·
Antigua en Barbuda ·
Bahama's · 
Barbados · 
Belize ·
Britse Maagdeneilanden · 
Dominica · 
Dominicaanse Republiek · 
El Salvador · 
Grenada · 
Guatemala ·
Guyana · 
Kaaimaneilanden · 
Montserrat ·
Nicaragua ·
Panama ·
Puerto Rico · 
Saint Kitts en Nevis · 
Saint Lucia ·
Saint Vincent en de Grenadines ·
Suriname ·
Trinidad en Tobago ·
Turks- en Caicoseilanden
SVGFF · A-internationals · Vrouwenelftal van Saint Vincent en de Grenadines
Amerikaanse Maagdeneilanden ·
Anguilla ·
Antigua en Barbuda ·
Aruba ·
Bahama's ·
Barbados ·
Belize ·
Bermuda ·
Britse Maagdeneilanden ·
Canada ·
Costa Rica ·
Cuba ·
Curaçao ·
Dominica ·
Dominicaanse Republiek ·
El Salvador · 
Grenada ·
Guatemala ·
Guyana ·
Haïti ·
Honduras ·
Jamaica ·
Kaaimaneilanden ·
Mexico ·
Montserrat ·
Nederlandse Antillen ·
Nicaragua ·
Puerto Rico ·
Saint Kitts en Nevis ·
Saint Lucia ·
Suriname ·
Trinidad en Tobago ·
Turks- en Caicoseilanden ·
Verenigde Staten